# Powiat brzeski (województwo opolskie)
Powiat brzeski – powiat w Polsce w województwie opolskim, w obecnym kształcie utworzony w 1999 roku w ramach reformy administracyjnej. Jego siedzibą jest miasto Brzeg. Powiat brzeski obejmuje historyczne części zarówno Dolnego, jak i Górnego Śląska.
Powiat brzeski składa się z :
1. Ziemi Brzeskiej (Brzeg, Gmina Lubsza, Gmina Skarbimierz, większość terytorium Gminy Lewin Brzeski).
2. Części Ziemi Grodkowskiej (Gmina Grodków).
3. Fragmentu Ziemi Niemodlińskiej (sołectwa Stroszowice, Sarny Małe, Oldrzyszowice, Przecza).

Ziemia Brzeska i Grodkowska są historycznymi częściami Dolnego Śląska, natomiast Ziemia Niemodlińska znajduje się w granicach Górnego Śląska.
W skład powiatu wchodzą następujące jednostki administracyjne:
- gminy miejskie: Brzeg
- gminy miejsko-wiejskie: Grodków, Lewin Brzeski
- gminy wiejskie: Lubsza, Olszanka, Skarbimierz
- miasta: Brzeg, Grodków, Lewin Brzeski

Powiat brzeski sąsiaduje z powiatami: nyskim od południa, opolskim od wschodu, namysłowskim od północy oraz z oławskim i strzelińskim od zachodu.
Powiat brzeski istniał również w latach 1945–1975. Bezpośrednio po II wojnie światowej należał do II okręgu administracyjnego Dolny Śląsk Ziem Odzyskanych. 28 czerwca 1946 r. wszedł w skład nowo utworzonego woj. wrocławskiego. W skład woj. opolskiego należał od 6 lipca 1950 r. aż do 1 czerwca 1975 r., kiedy w ramach ogólnopolskiej reformy zlikwidowano powiaty.
Według danych z 31 grudnia 2019 roku powiat zamieszkiwały 89 804 osoby. Natomiast według danych z 30 czerwca 2020 roku powiat zamieszkiwały 89 632 osoby.

## Demografia

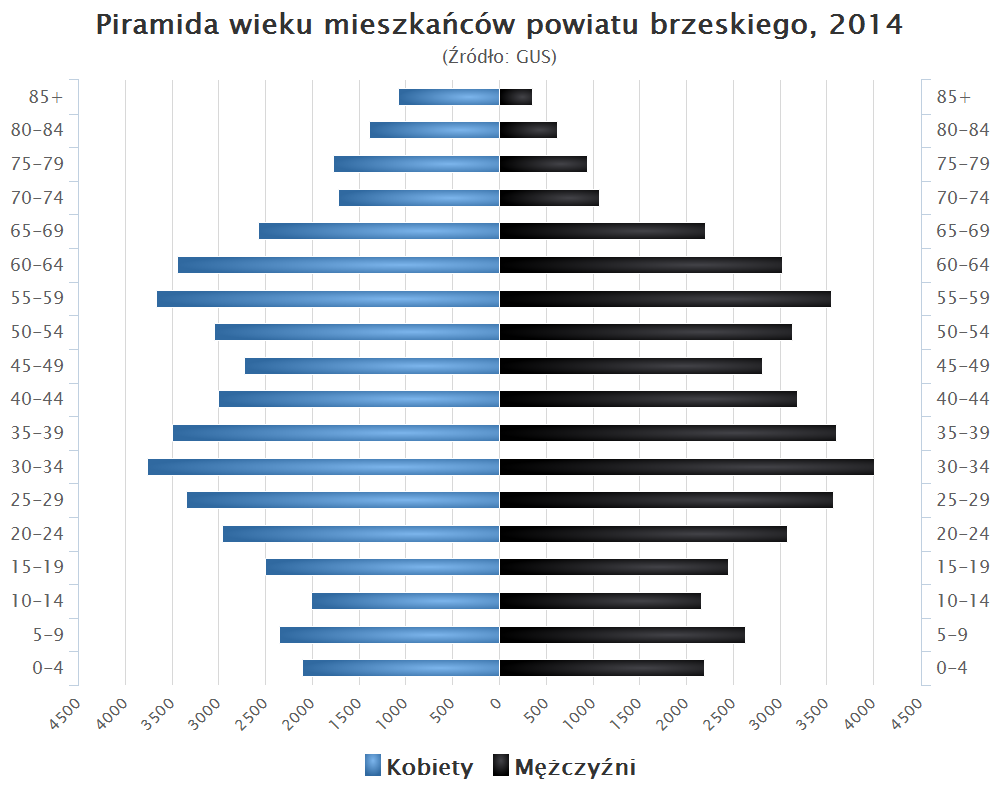
Piramida wieku mieszkańców powiatu brzeskiego w 2014 roku

Liczba ludności (dane z 30 czerwca 2010):
|        | Ogółem | Ogółem | Kobiety | Kobiety | Mężczyźni | Mężczyźni |
| osób   | %      | osób   | %       | osób    | %         |           |
| ------ | ------ | ------ | ------- | ------- | --------- | --------- |
| Ogółem | 92 105 | 100    | 47 406  | 51,47   | 44 699    | 48,53     |
| Miasto | 52 038 | 56,50  | 27 357  | 29,70   | 24 681    | 26,80     |
| Wieś   | 40 067 | 43,50  | 20 049  | 21,77   | 20 018    | 21,73     |

▶Wieś vs ▶miasto
Ogółem (▶k, ▶m)
Miasto (▶k, ▶m)
Wieś (▶k, ▶m)

## Rada Powiatu
| Ugrupowanie                         | 2002-2006 | 2006-2010 | 2010-2014 | 2014-2018  | 2018-2023 | 2024-2029 |
| ----------------------------------- | --------- | --------- | --------- | ---------- | --------- | --------- |
| Sojusz Lewicy Demokratycznej        | 7         | 3 (LiD)   | 2         | 1 (SLD LR) | -         | -         |
| Polskie Stronnictwo Ludowe          | 4         | 4         | 2         | 4          | 3         | 3 (TD)    |
| Platforma Sprawiedliwości           | 4         | -         | -         | -          | -         | -         |
| Towarzystwo Rozwoju Ziemi Brzeskiej | 1         | 2         | 2         | 2          | 1         | 1         |
| Liga Polskich Rodzin                | 1         | -         | -         | -          | -         |           |
| Brzeska Wspólnota Samorządowa       | 4         | -         | -         | -          | -         | -         |
| Prawo i Sprawiedliwość              | -         | 7         | 6         | 7          | 8         | 8         |
| Platforma Obywatelska               | -         | 2         | 6         | 4          | 7 (KO)    | 9 (KO)    |
| Samorządowe Porozumienie Prawicy    | -         | 3         | 2         | -          | -         | -         |
| Stowarzyszenie Myśli Samorządowej   | -         | -         | 1         | -          | -         | -         |
| Brzeska Inicjatywa Samorządowa      | -         | -         | -         | 1          | -         | -         |
| Forum Samorządowe                   | -         | -         | -         | 2          | -         | -         |
| Kukiz'15                            | -         | -         | -         | -          | 2         | -         |

## Starostowie brzescy
- Kazimierz Bączek (1999–2002) (AWS)
- Stanisław Szypuła (2002–2006) (SLD)
- Maciej Stefański (2006–2018) (PiS)
- Jacek Monkiewicz (od 2018) (PO)